# Роберто Антонеллі
Роберто Антонеллі (італ. Roberto Antonelli, нар. 29 травня 1953, Морбеньйо) — італійський футболіст, що грав на позиції нападника за «Мілан», у складі якого — чемпіон Італії і володар Кубка Мітропи, та низку інших італійських клубних команд.
По завершенні ігрової кар'єри — тренер. Батько Луки Антонеллі, також футболіста, гравця збірної Італії. 

## Ігрова кар'єра
Народився 29 травня 1953 року в місті Морбеньйо. Вихованець юнацьких команд «Монци». У дорослому футболі дебютував 1972 року у її головній команді, в якій провів три сезони, взявши участь у 66 матчах чемпіонату.
1975 року перейшов до «Мілана», в якому відразу закріпитися не вдалося, і нападник віддався в оренду спочатку до «Віченци», а згодом до рідної «Монци».
1977 року, повернувшись з останньої оренди, нарешті дебютував за «Мілан» і швидко став одним з його основних нападників. Відтоді відіграв за «россонері» п'ять сезонів своєї ігрової кар'єри, виборовши за цей час титули чемпіона Італії та володаря Кубка Мітропи.
Згодом протягом 1982—1985 років захищав кольори клубів «Дженоа» та «Рома», а завершив ігрову кар'єру у рідній «Монці», до якої знову повернувся 1985 року і де провів свій останній у кар'єрі сезон.

## Кар'єра тренера
Розпочав тренерську кар'єру, повернувшись до футболу після невеликої перерви, 1990 року, очоливши тренерський штаб клубу «Каратезе».
Згодом до 2006 року встиг потренуватися команди декількох італійських нижчолігових клубів, зокрема «Новари» і рідної «Монци».

## Титули і досягнення
- Чемпіон Італії (1):

«Мілан»: 1978-79
- Володар Кубка Мітропи (1):

«Мілан»: 1981-82